# Arrondissement Forbach

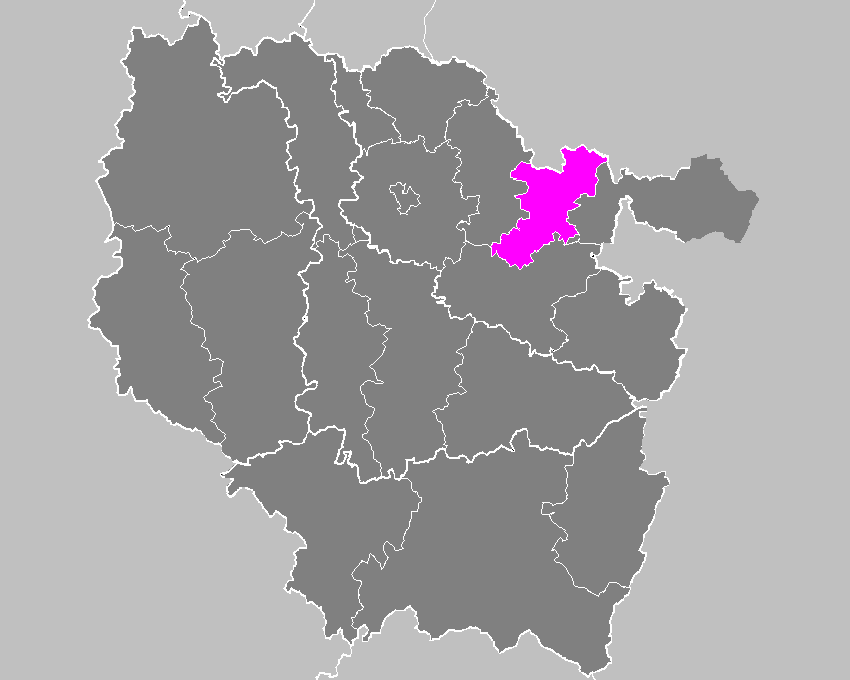
Lage in Lothringen

Das Arrondissement Forbach (deutsch Landkreis bzw. Kreis Forbach) war eine Verwaltungseinheit des Départements Moselle innerhalb der französischen Region Lothringen. Hauptort (Unterpräfektur) war Forbach.
Am 1. Januar 2015 wurde es mit dem Arrondissement Boulay-Moselle zum neuen Arrondissement Forbach-Boulay-Moselle mit zusammengeschlossen. Es bestand aus sieben Kantonen und 73 Gemeinden. Die Fläche betrug 702 Quadratkilometer, die Einwohnerzahl (2011) 168.168, die Bevölkerungsdichte 240 Einwohner pro Quadratkilometer.

## Kantone und Gemeindeverbände
Im Arrondissement Forbach gehörten die meisten Gemeinden, die zu einem Kanton gehören, auch zu einem Gemeindeverband:
| Kanton             | Gemeindeverband                                                              |
| ------------------ | ---------------------------------------------------------------------------- |
| Behren-lès-Forbach | CA Forbach Porte de France                                                   |
| Forbach            | CA Forbach Porte de France                                                   |
| Freyming-Merlebach | CC Freyming-Merlebach                                                        |
| Grostenquin        | CC Centre Mosellan                                                           |
| Saint-Avold-1      | CC Pays Naborien                                                             |
| Saint-Avold-2      | CC Freyming-Merlebach (Hombourg-Haut) CC Pays Naborien (restliche Gemeinden) |
| Stiring-Wendel     | CA Forbach Porte de France                                                   |

verwendete Abkürzungen: CC = Communauté de communes, CA = Communauté d’agglomération

## Geschichte
Mit der Ratifizierung des Frankfurter Friedensvertrages bildete das Arrondissement einen Teil des Deutschen Reiches. Aus ihm wurde Ende 1871 der Kreis Forbach gebildet. Er gehörte zum Bezirk Lothringen des Reichslandes Elsaß-Lothringen; der Kreisdirektor hatte seinen Sitz in der Stadt Forbach. Zunächst galt das französische Gesetz vom 18. Juli 1837 über die Gemeindeverwaltung weiter. Zum 1. April 1896 wurde aber die bisherige Kommunalverfassung abgelöst und die neue Gemeindeordnung für Elsaß-Lothringen vom 6. Juni 1895 eingeführt. Sie galt für alle Gemeinden und unterschied nicht zwischen solchen mit ländlicher oder städtischer Verfassung.
Nach dem Ersten Weltkrieg wurde der Kreis 1918 von Frankreich besetzt. Mit dem Inkrafttreten des Versailler Vertrages am 10. Januar 1920 gehörte er als Arrondissement Forbach wieder dem französischen Staat an. Das Kommunalrecht von 1895 galt jedoch bis Ende 1940 weiter.
Im Zweiten Weltkrieg besetzten Truppen der deutschen Wehrmacht im Juni 1940 das Arrondissement. Am 2. August 1940 wurde es in Landkreis Forbach umbenannt. Es unterstand nun dem Chef der Zivilverwaltung im Gebiet Lothringen; zur Verwaltung wurde ein deutscher Landkommissar in Forbach eingesetzt. Am 1. Dezember 1940 wurde der Landkreis Forbach mit dem Landkreis Bolchen zum Landkreis Sankt Avold zusammengeschlossen. Im November/Dezember 1944 wurde das Kreisgebiet durch einen Angriff der US-amerikanischen Armee besetzt und wieder französischer Verwaltung unterstellt.

## Gemeinden
Bei seiner Auflösung bestand das Arrondissement aus folgenden 73 Gemeinden:
- Alsting
- Altrippe
- Altviller
- Baronville
- Barst
- Behren-lès-Forbach
- Béning-lès-Saint-Avold
- Bérig-Vintrange
- Betting
- Biding
- Bistroff
- Bousbach
- Boustroff
- Brulange
- Cappel
- Carling
- Cocheren
- Destry
- Diebling
- Diesen
- Diffembach-lès-Hellimer
- Eincheville
- Erstroff
- Etzling
- Farébersviller
- Farschviller
- Folkling
- Folschviller
- Forbach
- Frémestroff
- Freybouse
- Freyming-Merlebach
- Gréning
- Grostenquin
- Guenviller
- Guessling-Hémering
- Harprich
- Hellimer
- Henriville
- Hombourg-Haut
- Hoste
- Kerbach
- L’Hôpital
- Lachambre
- Landroff
- Laning
- Lelling
- Leyviller
- Lixing-lès-Saint-Avold
- Macheren
- Maxstadt
- Metzing
- Morhange
- Morsbach
- Nousseviller-Saint-Nabor
- Œting
- Petite-Rosselle
- Petit-Tenquin
- Porcelette
- Racrange
- Rosbruck
- Saint-Avold
- Schœneck
- Seingbouse
- Spicheren
- Stiring-Wendel
- Suisse
- Tenteling
- Théding
- Vahl-Ebersing
- Vallerange
- Valmont
- Viller